# Raw Air 2024
Raw Air 2024 – siódma edycja turnieju Raw Air w skokach narciarskich, która odbywała się w dniach 8–17 marca 2024 na skoczniach w Norwegii w ramach Pucharu Świata w skokach narciarskich. Tytułu bronił Norweg Halvor Egner Granerud, natomiast cały cykl wygrał Austriak Stefan Kraft.

## Zwycięzcy

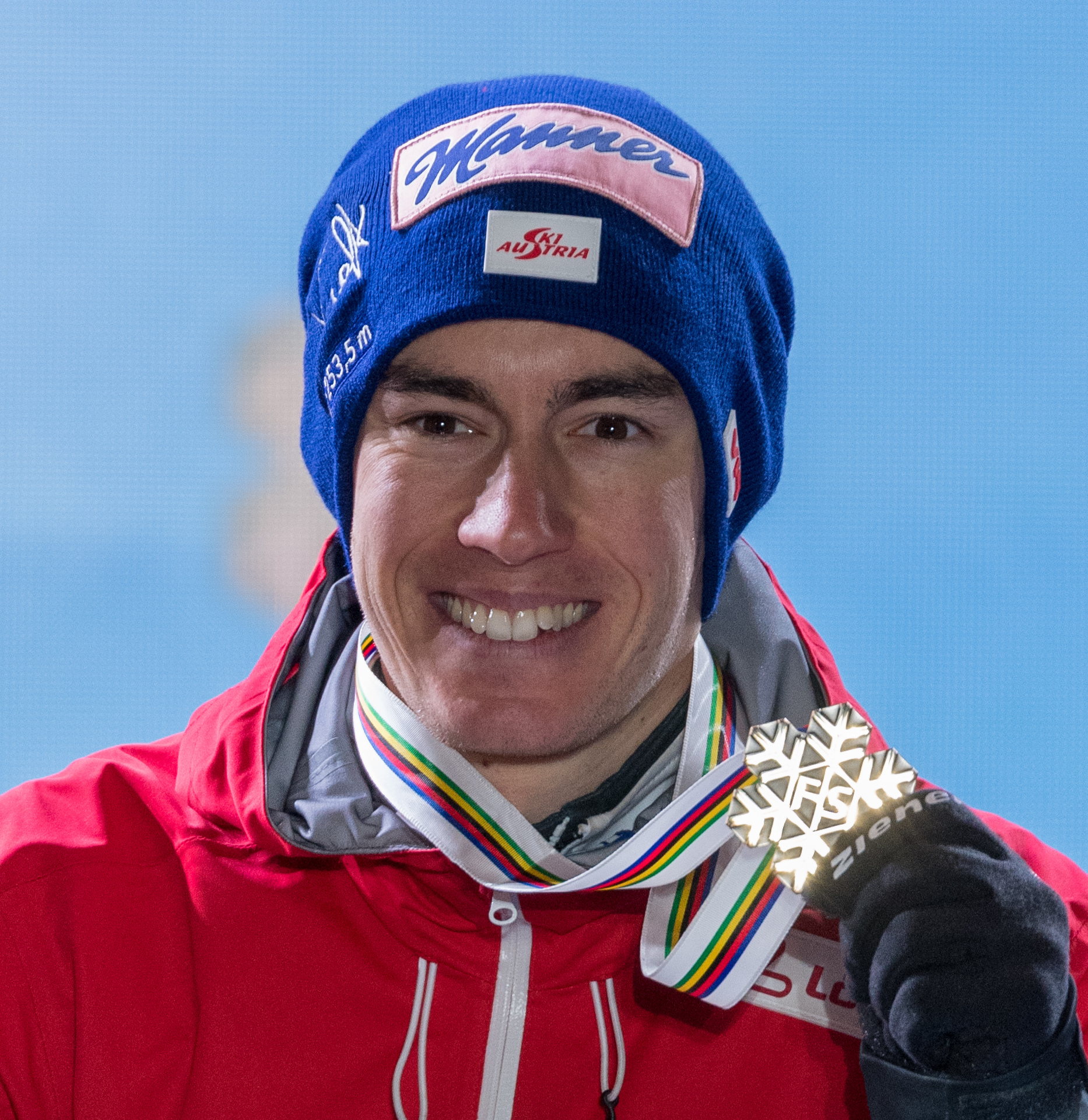
Stefan Kraft zwycięzca Raw Air 2024

## Skocznie
W tabeli podano rekordy skoczni na których odbywały się konkursy RAW AIR 2024.
Rekordy ustanowione podczas trwania cyklu zaznaczono wytłuszczeniem.
| Zdjęcie | Nazwa skoczni    | Miejscowość | K     | HS      | Rekord skoczni | Rekord skoczni   | Rekord skoczni | Źr.   |
| Zdjęcie | Nazwa skoczni    | Miejscowość | K     | HS      | Odległość      | Rekordzista      | Data           | Źr.   |
| ------- | ---------------- | ----------- | ----- | ------- | -------------- | ---------------- | -------------- | ----- |
|         | Holmenkollbakken | Oslo        | K120  | HS134   | 144,0 m        | Robert Johansson | 09.03.2019     | [ 5 ] |
|         | Granåsen         | Trondheim   | K94   | HS105   | 106,0 m        | Ryōyū Kobayashi  | 12.03.2024     | [ 6 ] |
| K124    | Granåsen         | Trondheim   | HS138 | 140,0 m | Karl Geiger    | 13.03.2024       |                | [ 6 ] |
|         | Vikersundbakken  | Vikersund   | K200  | HS240   | 253,5 m        | Stefan Kraft     | 18.03.2017     | [ 7 ] |

## Podsumowanie
Harmonogram Raw Air 2024 sporządzono na podstawie materiału źródłowego.
| Lp.                                 | Data                                | Miejscowość                         | HS                                  | Uwagi                               | 1. miejsce           | 2. miejsce                | 3. miejsce     | Lider po konkursie (prologu) |
| ----------------------------------- | ----------------------------------- | ----------------------------------- | ----------------------------------- | ----------------------------------- | -------------------- | ------------------------- | -------------- | ---------------------------- |
| 1.                                  | 8 marca 2024                        | Oslo                                | HS134                               | prolog                              | Daniel Huber         | Johann André Forfang      | Marius Lindvik | Daniel Huber                 |
| 2.                                  | 9 marca 2024                        | Oslo                                | HS134                               | –                                   | Stefan Kraft         | Kristoffer Eriksen Sundal | Jan Hörl       | Daniel Huber                 |
| 3.                                  | 10 marca 2024                       | Oslo                                | HS134                               | prolog                              | Stefan Kraft         | Ryōyū Kobayashi           | Manuel Fettner | Stefan Kraft                 |
| 4.                                  | 10 marca 2024                       | Oslo                                | HS134                               | –                                   | Johann André Forfang | Ryōyū Kobayashi           | Stefan Kraft   | Stefan Kraft                 |
| 5.                                  | 12 marca 2024                       | Trondheim                           | HS105                               | nocny                               | Ryōyū Kobayashi      | Peter Prevc               | Jan Hörl       | Stefan Kraft                 |
| 6.                                  | 13 marca 2024                       | Trondheim                           | HS138                               | nocny                               | Stefan Kraft         | Daniel Tschofenig         | Jan Hörl       | Stefan Kraft                 |
| 7.                                  | 15 marca 2024                       | Vikersund                           | HS240                               | prolog, loty                        | Peter Prevc          | Stefan Kraft              | Daniel Huber   | Stefan Kraft                 |
| 8.                                  | 16 marca 2024                       | Vikersund                           | HS240                               | nocny, loty                         | odwołany             | odwołany                  | odwołany       | Stefan Kraft                 |
| 9.                                  | 17 marca 2024                       | Vikersund                           | HS240                               | nocny, loty                         | Stefan Kraft         | Daniel Huber              | Domen Prevc    | Stefan Kraft                 |
| 10.                                 | 17 marca 2024                       | Vikersund                           | HS240                               | nocny, loty                         | Daniel Huber         | Stefan Kraft              | Timi Zajc      | Stefan Kraft                 |
| Raw Air 2024 – klasyfikacja końcowa | Raw Air 2024 – klasyfikacja końcowa | Raw Air 2024 – klasyfikacja końcowa | Raw Air 2024 – klasyfikacja końcowa | Raw Air 2024 – klasyfikacja końcowa | Stefan Kraft         | Peter Prevc               | Daniel Huber   | –                            |